# Gheorghe Teodorescu
Gheorghe Teodorescu (n.  ?) a fost un general român care a luptat în cel de-al Doilea Război Mondial.

## Cariera militară
Colonelul Teodorescu a deținut funcția de director general al PTTR. A fost înaintat ulterior la gradul de general de brigadă.
A fost decorat la 10 ianuarie 1942 cu Ordinul „Coroana României” în gradul de Comandor cu însemne militare de pace.
A demisionat din funcția de director general al Direcțiunii Generale P.T.T. după Lovitura de stat din 23 august 1944, fiind înlocuit pe 18 septembrie 1944 cu prof. inginer Ioan C. Schileriu.
După instalarea guvernului Petru Groza generalul de brigadă Gheorghe Teodorescu a fost trecut din oficiu în poziția de rezervă, alături de alți generali, prin decretul nr. 860 din 24 martie 1945, invocându-se legea nr. 166, adoptată prin decretul nr. 768 din 19 martie 1945, pentru „trecerea din oficiu în rezervă a personalului activ al armatei care prisosește peste nevoile de încadrare”.

## Decorații
- Ordinul „Coroana României”, în grad de Comandor (1942)[1]
- Ordinul „23 August” clasa a III-a (10 august 1964) „pentru merite deosebite în opera de construire a socialismului, cu prilejul celei de a XX-a aniversări a eliberării patriei”[4]